# توشی‌یا فوجیتا
توشی‌یا فوجیتا (به انگلیسی: Toshiya Fujita) بازیکن فوتبال اهل ژاپن و عضو تیم ملی فوتبال ژاپن است که در تاریخ ۱۵ فوریه ۱۹۹۵ میلادی اولین بازی ملی‌اش را انجام داد. او در ۲۴ بازی ملی حضور داشت و آخرین بازی ملی خود را در تاریخ ۲۹ ژانویه ۲۰۰۵ میلادی انجام داد. توشی‌یا فوجیتا در بازی‌های ملی‌اش
۳ گل به ثمر رساند.